# Paracuellos de Jiloca
Paracuellos de Jiloca è un comune spagnolo di 494 abitanti situato nella comunità autonoma dell'Aragona.